# Квачалати
Квачалати (груз. კვაჭალათი) — село в Грузии, на территории Озургетского муниципалитета края (мхаре) Гурия.

## География
Село находится в западной части Грузии, на берегах реки Ачисцкали, на расстоянии приблизительно 1 километра (по прямой) к югу от города Озургети, административного центра муниципалитета. Абсолютная высота — 141 метр над уровнем моря.

## Население
По результатам официальной переписи населения 2014 года, в Квачалати проживало 694 человека (350 мужчин и 344 женщины). В национальной структуре населения грузины составляли 99,3 %, армяне — 0,4 %, русские — 0,1 %.
| Год  | Население, человек |
| ---- | ------------------ |
| 2002 | 939                |
| 2014 | ↘ 694              |